# Pocahontas County (Iowa)
Das Pocahontas County ist ein County im US-amerikanischen Bundesstaat Iowa. Im Jahr 2020 hatte das County 7078 Einwohner und eine Bevölkerungsdichte von 4,7 Einwohnern pro Quadratkilometer. Der Verwaltungssitz (County Seat) ist Pocahontas.

## Geografie
Das County liegt im mittleren Nordwesten von Iowa und hat eine Fläche von 1500 Quadratkilometern, wovon vier Quadratkilometer Wasserfläche sind. Der Nordwesten des Countys wird vom westlichen Quellfluss des Des Moines River durchflossen.
An das Pocahontas County grenzen folgende Nachbarcountys:
| Clay County        | Palo Alto County | Kossuth County  |
| Buena Vista County |                  | Humboldt County |
| Sac County         | Calhoun County   | Webster County  |

## Geschichte

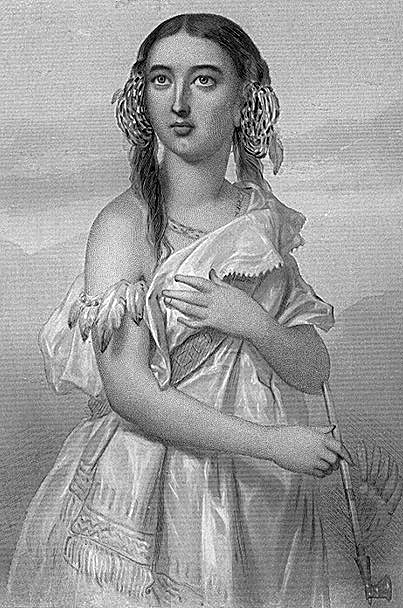
Pocahontas

Das Pocahontas County wurde 1851 gebildet. Benannt wurde es nach der sagenumwobenen Indianer-Prinzessin Pocahontas (um 1595–1617), Tochter des Häuptlings Powhatan und Ehefrau des Engländers John Rolfe.

## Bevölkerung
Nach der Volkszählung im Jahr 2010 lebten im Pocahontas County 7310 Menschen in 3317 Haushalten. Die Bevölkerungsdichte betrug 4,9 Einwohner pro Quadratkilometer. In den 3317 Haushalten lebten statistisch je 2,18 Personen.
Ethnisch betrachtet setzte sich die Bevölkerung zusammen aus 97,5 Prozent Weißen, 0,4 Prozent Afroamerikanern, 0,2 Prozent amerikanischen Ureinwohnern, 0,2 Prozent Asiaten sowie aus anderen ethnischen Gruppen; 1,1 Prozent stammten von zwei oder mehr Ethnien ab. Unabhängig von der ethnischen Zugehörigkeit waren 2,3 Prozent der Bevölkerung spanischer oder lateinamerikanischer Abstammung.
21,5 Prozent der Bevölkerung waren unter 18 Jahre alt, 56,4 Prozent waren zwischen 18 und 64 und 22,1 Prozent waren 65 Jahre oder älter. 50,3 Prozent der Bevölkerung war weiblich.

Das jährliche Durchschnittseinkommen eines Haushalts lag im Jahr 2015 bei 45.069 USD. Das Prokopfeinkommen betrug 26.406 USD. 13,1 Prozent der Einwohner lebten unterhalb der Armutsgrenze.

## Ortschaften
Inkorporierte Citys:
| Ort           | Einwohner 2010 | Einwohner 2020 |
| ------------- | -------------- | -------------- |
| Pocahontas    | 1789           | 1867           |
| Laurens       | 1258           | 1264           |
| Fonda         | 631            | 636            |
| Rolfe         | 584            | 509            |
| Gilmore City1 | 504            | 487            |
| Palmer        | 165            | 138            |
| Havelock      | 138            | 130            |
| Plover        | 77             | 50             |
| Varina        | 71             | 68             |

Von der Volkszählung nicht separat erfasste Unincorporated Communities:
- Industry
- Ware

1 – überwiegend im Humboldt County

## Gliederung
Das Pocahontas County ist in 17 Townships eingeteilt:
| Township            | Einwohner (2010) |
| ------------------- | ---------------- |
| Bellville Township  | 347              |
| Cedar Township      | 755              |
| Center Township     | 1814             |
| Colfax Township     | 157              |
| Cummins Township    | 263              |
| Des Moines Township | 169              |
| Dover Township      | 188              |
| Garfield Township   | 274              |
| Grant Township      | 147              |

| Township           | Einwohner (2010) |
| ------------------ | ---------------- |
| Lake Township      | 271              |
| Lincoln Township   | 125              |
| Lizard Township    | 195              |
| Marshall Township  | 143              |
| Powhatan Township  | 191              |
| Roosevelt Township | 97               |
| Sherman Township   | 142              |
| Swan Lake Township | 1448             |

Die Stadt Rolfe gehört keiner Township an.